# N.O.V.A. Наследие
N.O.V.A. Наследие — условно-бесплатная мобильная видеоигра в жанре шутера от первого лица, разработанная Gameloft. Является четвёртой частью серии игр N.O.V.A. В 2017 году игра была выпущена на Android и iOS. N.O.V.A. Наследие получила положительные оценки за её графику и универсальный игровой процесс на телефонах бюджетного и среднего уровня. Протагонистом этой игры всё также является Кэл Уорден. В игре есть два режима: мультиплеер и кампания. В сетевой игре игрок может сыграть за Зенов, поглощённых солдат N.O.V.A. и солдат N.O.V.A.
| Иноязычные издания | Иноязычные издания |
| Издание            | Оценка             |
| ------------------ | ------------------ |
| Multiplayer.it     | iOS: 77/100        |
| TouchArcade        | [ 5 ]              |

N.O.V.A. Наследие является переизданием первой части серии игр N.O.V.A. — N.O.V.A. Near Orbit Vanguard Alliance.